# Asics
K.K. Asics (japanisch 株式会社アシックス, Kabushiki-gaisha Ashikkusu, englisch Asics Corporation) ist eine weltweit operierende japanische Sportschuh- und Sportbekleidungsmarke, die 1949 in Kōbe, Japan von Kihachiro Onitsuka unter dem Namen Onitsuka Tiger gegründet wurde. Das Unternehmen macht etwa 3,7 Mrd. Euro Umsatz und hat ca. 7300 Beschäftigte, verteilt auf ein Hauptunternehmen sowie 14 japanische und neun ausländische Tochterunternehmen.
Heute ist Asics die fünftgrößte Marke im Sportschuh-Markt mit Niederlassungen in aller Welt. Der Sitz der Asics Deutschland GmbH befindet sich in Neuss. Der Jahresumsatz in Deutschland liegt bei etwa 80 Mio. Euro. Die Entwicklung findet im Forschungs- und Entwicklungszentrum in Kōbe statt. Der erste Schuh, den Onitsuka entwickelt hatte, war 1949 ein Basketballschuh. Die Marke hat traditionell ihren besonderen Schwerpunkt bei Laufsportlern.
Das Markenzeichen von Asics sind die sogenannten Tigerstripes und das ∂ vor dem Asics-Schriftzug. Asics bietet neben Schuhen im Bereich Running, Indoor, Walking, Tennis, Fitness, Handball, Fußball, Kinder auch Bekleidungslinien an. Untermarken von Asics sind Onitsuka Tiger sowie Asics Tiger.

## Unternehmensgeschichte
1977 fusionierte das Unternehmen mit einem anderen Sportunternehmen, der GTO Sports Nets & Sportswear, und bekam seinen heutigen Namen, abgeleitet vom lateinischen Spruch: Anima Sana in Corpore Sano. Dies bedeutet auf Deutsch sinngemäß: „Eine gesunde Seele in einem gesunden Körper“. Das Zitat geht in abgewandelter Form auf den römischen Dichter Juvenal zurück: Orandum est ut sit mens sana in corpore sano (Satiren X 356); das bedeutet: „Beten sollte man darum, dass ein gesunder Geist in einem gesunden Körper sei.“
Im August 2015 beendete das Bundeskartellamt ein Verfahren wegen wettbewerbsbeschränkender Klauseln im Vertriebssystem von Asics Deutschland. Asics hatte durch Vertriebsklauseln besonders kleineren und mittleren Vertragshändlern den Online-Vertrieb rechtswidrig untersagt.

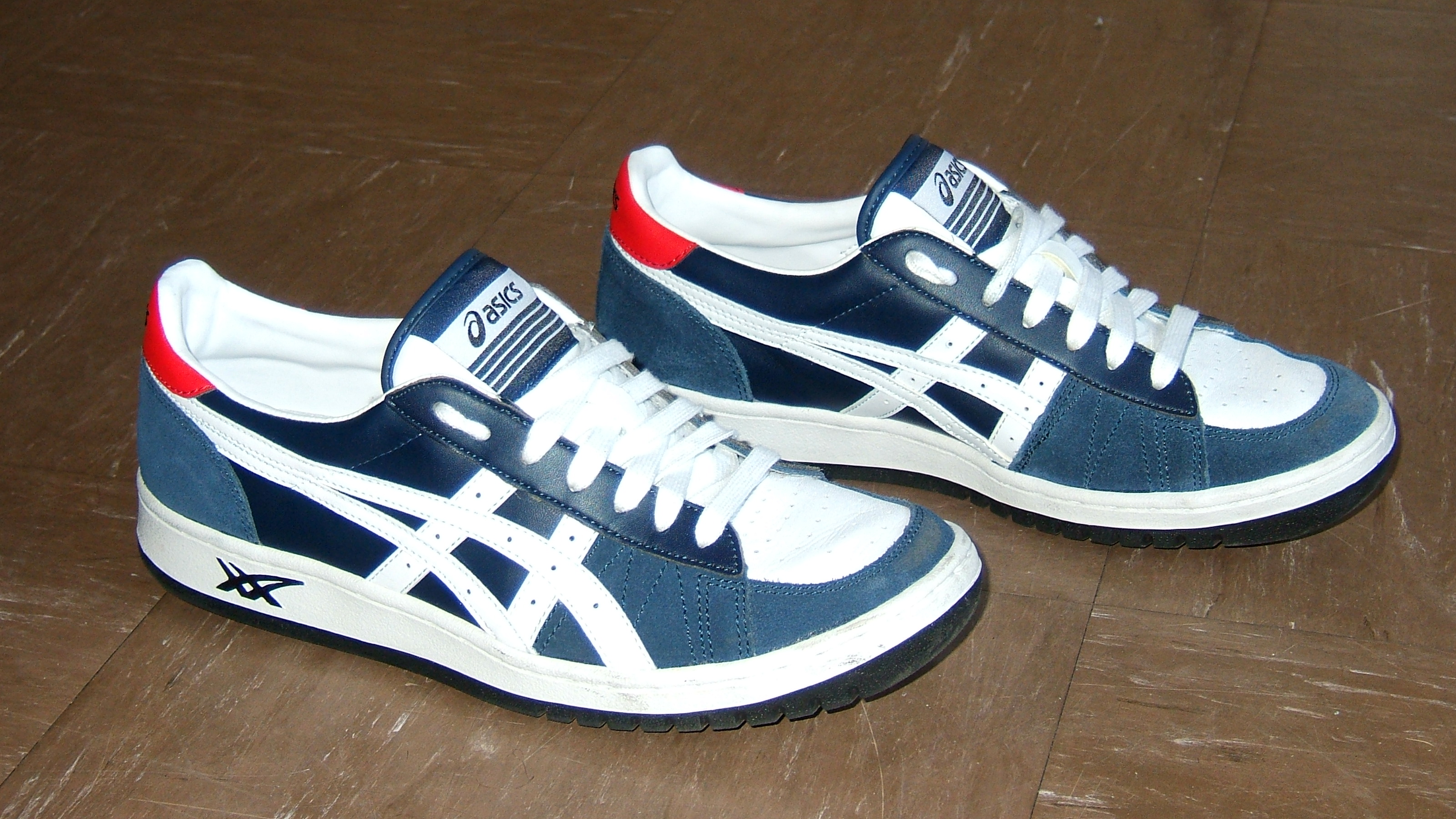
Ein Paar Asics-Schuhe
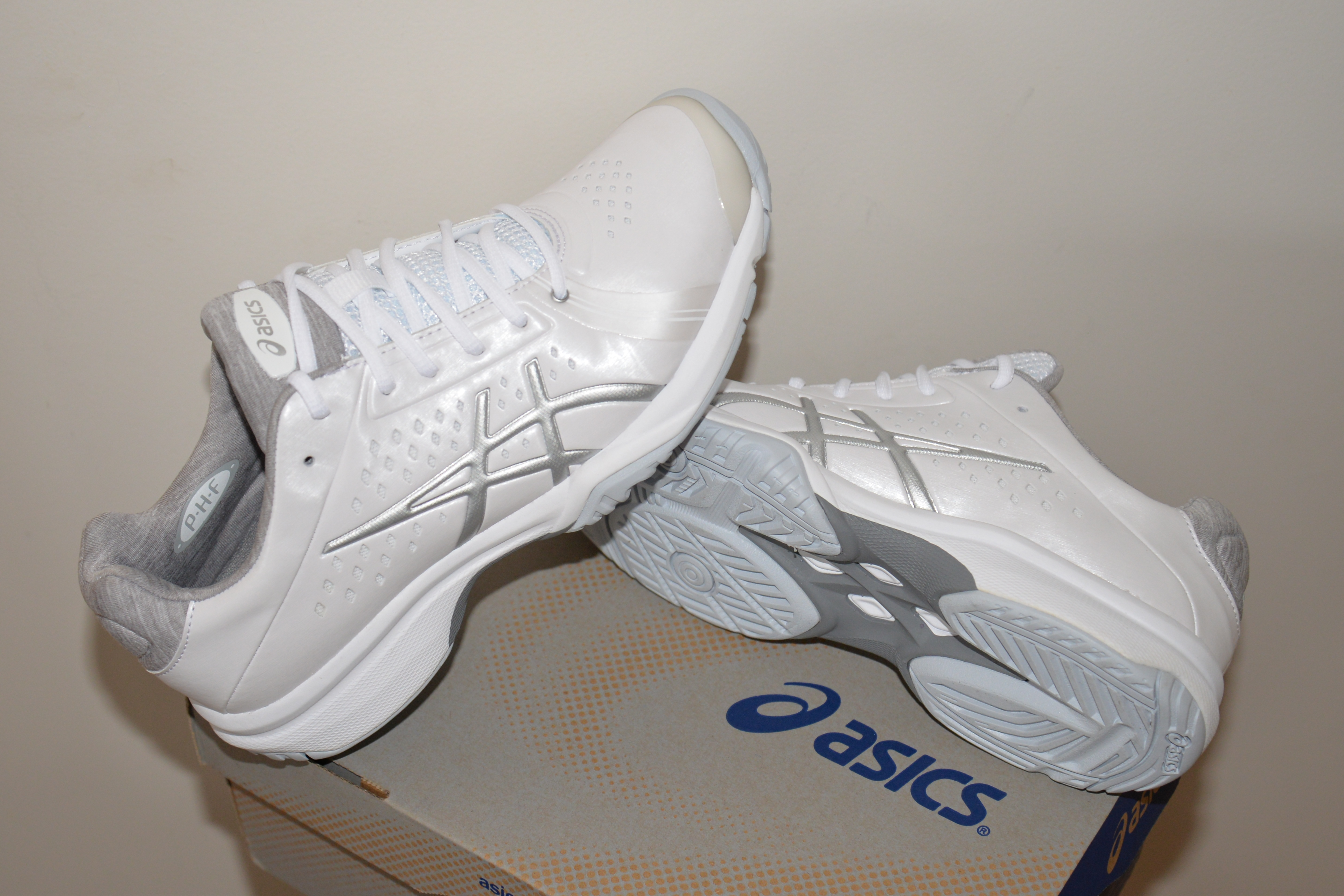
Asics-Sportschuhe
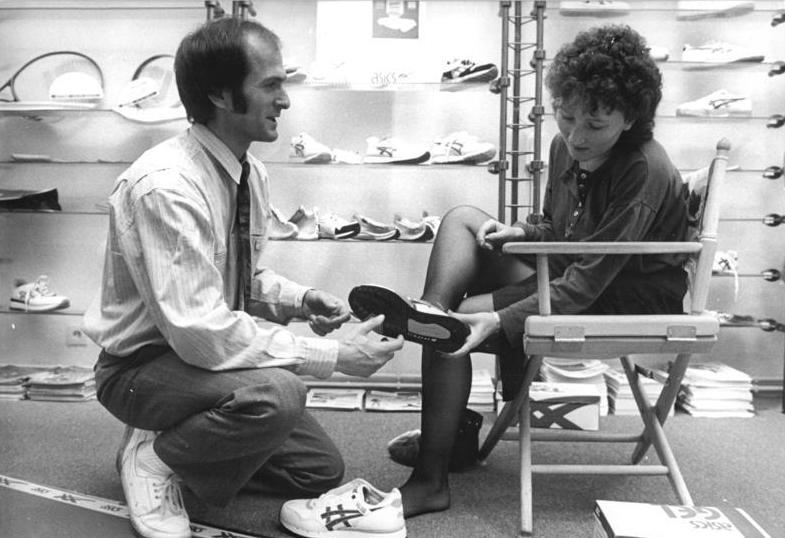
Verkauf von Sportschuhen in einem vom Marathonläufer Waldemar Cierpinski betriebenen Geschäft in Halle, 1990